# Hans Heijke
Hans Heijke (Haarlemmermeer, 25 februari 1943) is een Nederlands econoom en oprichter en eerste directeur van het Researchcentrum voor Onderwijs en Arbeidsmarkt (ROA) van de Universiteit Maastricht.
Zijn onderzoeksloopbaan begon in 1969 bij het Nederlands Economisch Instituut (NEI), waar hij samen met Leo Klaassen werkte aan de economische analyse van gastarbeid. In 1974 werd hij hoofd van de afdeling arbeidsmarktonderzoek van het NEI. Daar richtte hij zich als een van de eerste in Nederland op de modelmatige analyse van de arbeidsmarkt om zo op systematische wijze prognoses van de ontwikkelingen op de arbeidsmarkt te kunnen maken. In 1979 promoveerde hij in Rotterdam met het proefschrift Sociaal-economische aspecten van gastarbeid.
In 1986 richtte hij het Researchcentrum voor Onderwijs en Arbeidsmarkt op, waar hij sindsdien tot december 2007 directeur van was en werd hij hoogleraar onderwijs en arbeidsmarkt aan de Faculteit der Economische Wetenschappen en Bedrijfskunde van de Universiteit Maastricht. Dit speelde in een tijd dat er grote zorgen bestonden over de aansluiting tussen onderwijs en arbeidsmarkt. Werkloosheid onder schoolverlaters was hoog en onder andere de commissie Wagner had aanbevolen om de inrichting van het onderwijs en de studiekeuzes van jongeren meer te richten op de behoeftes van het bedrijfsleven.
Het onderzoek van het ROA betrof in de eerste jaren vooral de ontwikkeling van een arbeidsmarktmodel, waarmee voorspellingen werden gemaakt over de vraag en aanbod voor verschillende opleidingsrichtingen. Op basis hiervan werd in kaart gebracht in welke richtingen overschotten of tekorten verwacht konden worden. Deze informatie werd benut door het LDC voor de studie- en beroepskeuzevoorlichting aan jongeren.
Een belangrijk aandachtspunt van Hans Heijke is altijd het belang van goede data voor onderzoek. Om de overgang van school naar werk goed te kunnen analyseren waren in zijn ogen meer gegevens nodig over de feitelijke ervaringen van jongeren in de eerste jaren naar het behalen van hun diploma. Daarom heeft hij een aantal initiatieven genomen om in samenwerkingsverbanden tussen scholen en de overheid schoolverlaters te enquêteren. Inmiddels zijn deze initiatieven gebundeld onder de naam Schoolverlaters Informatie Systeem (SIS).
In zijn latere onderzoek heeft Hans Heijke vooral gekeken naar het belang van een juiste combinatie van vakspecifieke competenties en algemene vaardigheden van leerlingen voor een goed functioneren op de arbeidsmarkt. Dit onderzoek heeft echter niet de maatschappelijke betekenis gekregen dat zijn eerder initiatieven kenmerkte.
Hans Heijke is sinds 1990 secretaris van de EALE, de Europese vereniging van arbeidseconomen.
- Gemeinsame Normdatei: 170303713
- International Standard Name Identifier: 0000 0000 8214 3267
- Library of Congress Control Number: n79117368
- Nationale Bibliotheek van Israël: 987007427756905171
- Nederlandse Thesaurus van Auteursnamen: 069166528
- Système universitaire de documentation: 057374678
- Virtual International Authority File: 30252887
- WorldCat: E39PBJmDkvRPDBQbPxFYcFKjmd